# ヨブ・トリューニヒト
ヨブ・トリューニヒト（Job Trunicht）は、田中芳樹のSF小説『銀河英雄伝説』の登場人物。自由惑星同盟の政治家であり、後に同盟の国家元首となる。
作中での呼称は「トリューニヒト」。

## 概要
自由惑星同盟の政治家で、作中で言及される「腐敗した民主主義」の象徴のような人物。舞台俳優のような優れた容姿を持ち、弁舌に長ける野心家。本編開始時点では最高評議会国防委員長を務め、後に最高評議会議長となって同盟元首たる最高権力者となる。物語前半においては自らの権力志向のために自らの派閥をもって軍部や情報機関を抑圧し、ヤンを苦しめる。同盟の事実上の滅亡であるバーラトの和約後は登場頻度は落ちるものの、しばしば重要な役柄として登場し、帝国側に仕えて新領土総督府高等参事官の職まで拝命する。しかし、最期はその弁舌が仇となり、ロイエンタールに射殺される。  
本編での初登場はアスターテ会戦の慰霊祭（第1巻）。時系列上の初登場は、アルフレッド・ローザスの葬儀の場（外伝4巻『螺旋迷宮』）である。
コミック版担当道原かつみの一番のお気に入りであり、道原版ではバラを持たせたり、報道に映る自身の顔の角度を気にするなどナルシストめいた描写がされていた。藤崎版では、OVA版や道原版、ノイエ版とは異なり、黒髪で鼻下にひげを蓄えたデザインとなっている。

## 略歴
道原版によれば、宇宙暦755年2月13日生まれ。国立中央自治大学を首席で卒業し、政治家の道を志す。時系列上の初登場はアルフレッド・ローザスの葬儀に参加した時であり（外伝「螺旋迷宮」）、若手で最も有名な代議員・新任の国防委員であった。その後、宇宙暦795年の惑星レグニツァ上空の戦い時には政治家としては少壮の40歳で国防委員長の座に着いており、この時から既にヤンに嫌われている（外伝「星を砕く者」）。
本編には、アスターテ会戦後の慰霊祭にて初登場する。いつもの舞台俳優めいた言動で愛国心を煽るが、突如現れた遺族のジェシカ・エドワーズに公然と非難され焦る。その後の帝国領侵攻作戦においては賛成を投じると目されていたが失敗を予見し、反対票を投じる。結果、侵攻作戦の大失敗により、サンフォード議長を含め賛成票を投じた議員が全員失脚し、トリューニヒトは暫定の最高評議会議長に任命され、事実上の同盟元首となり、その後、正式に最高評議会議長となる。
翌宇宙暦797年の救国軍事会議のクーデターでは、地球教の助力を得て地下に潜伏することで難を逃れ、事件後はヤンの成果に便乗する形で名を高める。また、最有力の政敵だったジェシカ・エドワーズがスタジアムの虐殺で亡くなるなどの「幸運」にも恵まれ、本来政治家にとって致命的なクーデターによって逆に政権を強化したと評される。その後、マスコミ・警察を完全支配下に置き、裏では憂国騎士団を使って、自身に批判的な人物を排除を行うなど社会統制を強め、同盟は全体主義的な体制となる。特に自分に反抗的で、しかし民衆からの支持は高いヤンに対しては、子飼いのネグロポンティを使って査問会を開かせ失脚を目論むが、第8次イゼルローン攻防戦の発生により頓挫してしまう。
宇宙暦798年8月、皇帝エルウィン・ヨーゼフ2世を連れたレムシャイド伯の亡命を認め、銀河帝国正統政府を保護する。このことによってラインハルトのラグナロック作戦が開始される。帝国軍の圧倒的な進軍を前に、市民の不安と不満が高まるが、トリューニヒトはメディアから姿を隠してしまい、国防委員長ウォルター・アイランズが指揮を執る。そして宇宙暦799年5月5日、バーミリオン星域会戦でヤンがラインハルトを追い詰めたのとほぼ同時刻、ほぼ丸裸の首都ハイネセンがロイエンタールらに包囲されると自らの保身のために独断的に停戦勧告の受諾を決定する。直後に地球教の信者と共に国防調整会議を占拠。自らの命よりラインハルトを討つべきとしたビュコック、アイランズら軍・政府メンバーを拘束し和平条約を受け入れ、事実上の同盟の帝国属国化と滅亡の遠因をつくる。
戦後、真相が明らかとなって同盟市民達の批判が高まる中で、身の安全と、帝国領への移住権をラインハルトに確約させ同盟領を発つ。帝国在住時の具体的な地位は不明だが、身の安全と私有財産とを保障されて銀河帝国首都オーディンで自適の生活を送っていたと言及され、また、この間の出来事として、地球教との関わりからキュンメルによる皇帝暗殺計画を知ってケスラーに密告し、事件の早期解決に一役買っている。
同盟が完全に滅亡した後の新帝国暦2年（宇宙暦800年）8月10日、自らラインハルトに仕官を申し出る。これを受けてラインハルトが半ば嫌がらせで新領土総督府高等参事官に任命すると、予想に反してこの辞令を快く受け取り、新領土総督となったロイエンタールの配下に配属される。間もなく、同年10月のウルヴァシー事件に端を発するロイエンタールの反乱が起こると対イゼルローン共和政府との交渉の取引材料として拘禁される（しかし共和政府との交渉は不調に終わり、拘束されたままとなる）。
第2次ランテマリオ会戦後、致命傷を負って帰還したロイエンタールに呼び出されると、彼の質問に対し得意の弁舌で自身の在り方を雄弁に語る。しかしロイエンタールの心理を読めなかったために、彼への追従のつもりでラインハルトを罵ってしまい、ロイエンタールの逆鱗に触れ、射殺される。45歳没。
死後に、帝国において立憲体制を敷く事を企図していたことが判明し、（理念は異なるが）同じ構想を持っていたユリアンを戦慄させる。もし成功していれば、トリューニヒトは「全人類（この場合はローエングラム朝銀河帝国）の首相」として絶大な権力を握っていた可能性が作中で記述されている。

## 人物・能力
まるで舞台俳優のような優れた容姿と、国民の心をつかむ優れた演説の才能を持つ。内政にあっては自らの権力志向のために自らの派閥をもって軍部や情報機関を抑圧し、ヤンを苦しめる。外交にあっても、人気取りのために銀河帝国正統政府設立を受け入れ、同盟滅亡の原因を作る。いわゆる悪徳政治家の部類だが弁舌で市民を扇動し、保身術に長け、危機に陥っても巧みにこれを回避し、むしろ自身の躍進の材料としてしまう。作中ではネガティブな評価や描写が多い一方で、トリューニヒトを蛇蝎のごとく嫌ったヤンでさえ、たとえ虚偽であっても政治家として人心をまとめ、鼓舞する能力を持ち、政府を支える柱になりえたと評価し、むしろ、トリューニヒトと対照的に清廉で善良な政治家であったジョアン・レベロは「無精卵をあたためる行為に似て、人々を失望させるだけ」と酷評した。
国防委員を長年務める主戦論者でありながらも、帝国領侵攻作戦に反対票を投じた高い洞察力を感じさせるシーンがある一方で、同盟の経済及び社会の停滞と疲弊に対しては無為無策であり、銀河帝国正統政府設立を受け入れるなど、政治家・指導者としての力量は不明な点が多い。そのため、ヤンやキャゼルヌなど作中の一部の人物からはその能力を疑われている。しかしながら、トリューニヒトの能力の真骨頂と言えるのは、危機的状況までも利用して自己の立場を固めていく能力であり、作中でも「エゴイズムの怪物」と称される。そのため、当初はトリューニヒトを嫌いつつも軽視していたヤンやキャゼルヌも、後に評価を改め、「妖怪じみた存在」とその存在に警戒感を抱くようになった。ロイエンタールは「祖国を枯死させたヤドリギ」と評し、ヤンが死去してもなおトリューニヒトが生き延びているという現実に危機感を抱いた。ルビンスキーや地球教などからは「内部から組織を腐敗させる」として役に立つと評価されていた。もっともトリューニヒトは「私が地球教を利用した」と回答している。

## 演じた人物
- アニメ
  - 石塚運昇（OVA版）
  - 安斉一博（Die Neue These）[23]
- 舞台
  - 井田國彦
  - 星吹彩翔 （銀河英雄伝説@TAKARAZUKA）